# Turquie au Concours Eurovision de la chanson 1975
La Turquie a participé au Concours Eurovision de la chanson 1975, le 22 mars à Stockholm. C'est la première participation de la Turquie à l'Eurovision.
Le pays est représenté par la chanteuse Semiha Yankı et la chanson Seninle bir dakika (en), sélectionnées par la Radio-télévision de Turquie lors d'une sélection nationale.

## Sélection

### Sélection nationale turque
Le radiodiffuseur turc, Radio-télévision de Turquie (TRT, Türkiye Radyo Televizyon Kurumu), organise une sélection nationale pour sélectionner l'artiste et la chanson représentant la Turquie au Concours Eurovision de la chanson 1975.
L'Eurovision Şarkı Yarışması Türkiye Finali 1975 (La Finale de la Turquie pour le Concours Eurovision de la chanson 1975), présenté par Bülend Özveren (en), a eu lieu entre décembre 1974 et janvier 1975 aux studios de télévision de la TRT à Ankara et a été diffusé le 9 février 1975.

#### Finale
Dix-sept chansons participent à la sélection nationale turque. Les chansons sont toutes interprétées en turc, langue nationale et officielle de la Turquie.
Deux chansons troisièmes, deux chansons deuxièmes et deux chansons premières ont été annoncés. Les deux artistes qui se sont classés premiers ont ensuite été invités à tirer au sort une enveloppe, dont l'une d'entre elles contenait le texte : « La chanson qui représentera la Turquie en Suède ». 
En outre, deux chansons ont été disqualifiées : Şenay, interprète de Umut déclare forfait avant la finale car son mari était membre du jury ; Après que la chanson Boşver interprétée par Nilüfer Yumlu était accusée d'être un plagiat une chanson française, ses auteurs-compositeurs décident alors de ne plus participer. Nilüfer Yumlu sera par la suite la représentante de la Turquie au Concours Eurovision de la chanson 1978.
| Ordre | Artiste               | Chanson               | Traduction                       | Place |
| ----- | --------------------- | --------------------- | -------------------------------- | ----- |
| 1     | Uğur Akdora           | Anılar                | Souvenirs                        | —     |
| 2     | Esin Afşar (en)       | Canı sıkılan adam     | L'homme qui est fatigué          | —     |
| 3     | Yeşim (en)            | Böyle mi başlar       | Ça commence comme ça             | —     |
| 4     | Atilla Atasoy (tr)    | Dilenci               | Le mendiant                      | —     |
| 5     | Gökhan Abur           | Bir gün karşılaşırsak | Si nous nous rencontrons un jour | —     |
| 6     | Cici Kızlar (en)      | Delisin               | Tu es fou                        | 2     |
| 7     | Cahit Oben (tr)       | Özlenen sevgi         | L'amour manquant                 | —     |
| 8     | İskender Doğan (tr)   | Günahsızlar           | Innocents                        | —     |
| 9     | Füsun Önal (en)       | Minik Kuş             | L'oiseau doux                    | 3     |
| 10    | Zerrin Yaşar          | Çiçekler              | Les fleurs                       | —     |
| 11    | Nejat (tr) & Reha     | Caniko                | Chéri                            | —     |
| 12    | Serter Bağcan         | Mümkün değil          | Ce n'est pas possible            | 3     |
| 13    | Yeliz (tr)            | Hayalimdeki adam      | L'homme de mes rêves             | 2     |
| 14    | Ali Rıza Binboğa (en) | Yarınlar              | Demain                           | 3     |
| 15    | Semiha Yankı          | Seninle bir dakika    | Une minute avec toi              | 1     |
| 16    | Şenay (en)            | Umut                  | Espoir                           | —     |
| 17    | Nilüfer               | Boşver                | Oublie ça                        | —     |

Lors de cette sélection, c'est la chanson Seninle bir dakika, interprétée par la chanteuse Semiha Yankı, qui est choisie pour représenter la Turquie au Concours Eurovision de la chanson 1975.
Le chef d'orchestre sélectionné pour la Turquie à l'Eurovision 1975 est Timur Selçuk.

## À l'Eurovision

### Points attribués par la Turquie
| 12 points | Portugal   |
| 10 points | Italie     |
| 8 points  | Suède      |
| 7 points  | Suisse     |
| 6 points  | Israël     |
| 5 points  | Luxembourg |
| 4 points  | Pays-Bas   |
| 3 points  | Espagne    |
| 2 points  | Malte      |
| 1 point   | France     |

### Points attribués à la Turquie
| 12 points | 10 points | 8 points | 7 points | 6 points |
| --------- | --------- | -------- | -------- | -------- |
|           |           |          |          |          |
| 5 points  | 4 points  | 3 points | 2 points | 1 point  |
|           |           | - Monaco |          |          |

Semiha Yankı interprète Seninle bir dakika en 13e position lors de la soirée du concours, suivant Israël et précédant Monaco.
Au terme du vote final, la Turquie termine 19e et dernière, ayant obtenu 3 points au total, provenant tous du jury monégasque,. C'est la quatrième fois qu'un pays termine dernier lors de sa première participation.